# 벵케 포스
벵케 포스(Wenche Foss, 1917년 12월 5일 ~ 2011년 3월 28일)는 노르웨이의 배우, 가수이다.

## 출연 작품
- 디나 (2002)
- 페임 앤 포츈 (1993)
- 그랑 프리 (1975)
- 결혼의 풍경 (1973)
- 송 오브 노르웨이 (1970)